# العلاقات الإندونيسية الروسية
العلاقات الإندونيسية الروسية هي العلاقات الثنائية التي تجمع بين إندونيسيا وروسيا.

## مقارنة بين البلدين
هذه مقارنة عامة ومرجعية للدولتين:
| وجه المقارنة                                              | إندونيسيا         | روسيا                                   |
| --------------------------------------------------------- | ----------------- | --------------------------------------- |
| المساحة (كم2)                                             | 1.90 مليون        | 17.08 مليون                             |
| عدد السكان (نسمة)                                         | 263.99 مليون      | 146.80 مليون                            |
| الكثافة السكانية (ن./كم²)                                 | 138.94            | 8.59                                    |
| العاصمة                                                   | جاكرتا            | موسكو                                   |
| اللغة الرسمية                                             | اللغة الإندونيسية | اللغة الروسية                           |
| العملة                                                    | روبية إندونيسية   | روبل روسي                               |
| الناتج المحلي الإجمالي (بليون دولار)                      | 1.02 تريليون      | 1.58 تريليون                            |
| الناتج المحلي الإجمالي (تعادل القوة الشرائية) بليون دولار | 2.85 تريليون      | 3.69 تريليون                            |
| الناتج المحلي الإجمالي الاسمي للفرد دولار أمريكي          | 3.35 ألف          | 9.09 ألف                                |
| الناتج المحلي الإجمالي للفرد دولار أمريكي                 | 10.52 ألف         |                                         |
| مؤشر التنمية البشرية                                      | 0.684             | 0.798                                   |
| رمز المكالمات الدولي                                      | +62               | +7                                      |
| رمز الإنترنت                                              | .id               | .ru، .рф، .рус ‏، .su                    |
| المنطقة الزمنية                                           |                   | Magadan Time ‏، ت ع م+02:00، ت ع م+12:00 |

## مدن متوأمة
في ما يلي قائمة باتفاقيات التوأمة بين مدن إندونيسية وروسية:
- ترتبط جاكرتا مع موسكو باتفاقية توأمة منذ 23 أكتوبر 1989.

## منظمات دولية مشتركة
يشترك البلدان في عضوية مجموعة من المنظمات الدولية، منها:
| علم المنظمة | اسم المنظمة                                      | تاريخ انضمام إندونيسيا | تاريخ انضمام روسيا |
| ----------- | ------------------------------------------------ | ---------------------- | ------------------ |
|             | المنظمة الهيدروغرافية الدولية                    | ?                      | ?                  |
|             | مجموعة العشرين                                   | ?                      | 26 سبتمبر 1999     |
|             | منظمة الشرطة الجنائية الدولية                    | 5 أكتوبر 1954          | 27 سبتمبر 1990     |
|             | الاتحاد البريدي العالمي                          | ?                      | ?                  |
|             | منظمة التجارة العالمية                           | ?                      | 22 أغسطس 2012      |
|             | الفريق المعني برصد الأرض                         | ?                      | ?                  |
|             | مؤسسة التنمية الدولية                            | 20 أغسطس 1968          | 16 يونيو 1992      |
|             | مؤسسة التمويل الدولية                            | 23 أبريل 1968          | 12 أبريل 1993      |
|             | منتدى التعاون الاقتصادي لدول آسيا والمحيط الهادئ | 6 نوفمبر 1989          | 1 نوفمبر 1998      |
|             | منظمة حظر الأسلحة الكيميائية                     | ?                      | ?                  |
|             | الأمم المتحدة                                    | 28 سبتمبر 1950         | 24 أكتوبر 1945     |
|             | الاتحاد الدولي للاتصالات                         | 1949                   | 1866               |
|             | البنك الدولي للإنشاء والتعمير                    | 13 أبريل 1967          | 16 يونيو 1992      |
|             | وكالة ضمان الاستثمار متعدد الأطراف               | 12 أبريل 1988          | 29 ديسمبر 1992     |
|             | يونسكو                                           | 27 مايو 1950           | 21 أبريل 1954      |
|             | منتدى آسيان الإقليمي ‏                            | ?                      | ?                  |

## وصلات خارجية
- موقع وزارة الخارجية الإندونيسية
- موقع وزارة الخارجية الروسية